# 蘇拉帕塔山
14°37′59″S 69°13′43″W / 14.63306°S 69.22861°W
蘇拉帕塔山（Sorapata），是南美洲的山峰，位於玻利維亞和秘魯接壤的邊境，處於庫努約山以南、喬皮奧爾科山以北，屬於安第斯山脈的一部分，海拔高度5,900米。